# Île-d'Aix
Île-d'Aix è un comune francese costituente l'omonima isola di 241 abitanti situato nel dipartimento della Charente Marittima nella regione della Nuova Aquitania.
Nel 2004 ha contribuito alla fondazione della Federazione Europea delle Città Napoleoniche.

## Monumenti e luoghi d'interesse
- Fort Boyard

## Società

### Evoluzione demografica
Abitanti censiti